# Marie Mikhaïlovna de Russie
Pour les articles homonymes, voir Maria de Russie.
Maria Mikhaïlovna de Russie (en russe : Мария Михайловна), née le 9 mars 1825 à Moscou et morte le 19 novembre 1846 à Vienne, est une grande-duchesse de Russie.

## Famille
Maria est la fille aînée du grand-duc Michel Pavlovitch de Russie et de Charlotte de Wurtemberg (Elena Pavlovna).

## Biographie
L'éducation et l'instruction de la grande-duchesse Maria Mikhaïlovna de Russie bénéficia de toute l'attention de sa mère. Le grand-duc n'eut pas de fils, mais malgré tout il ne renonça pas à présenter à ses filles des parades et des manœuvres militaires, affirmant que chacune de ses filles commanderait un régiment de cavalerie. Il enseigna à ses filles l'art militaire de la cavalerie et de l'infanterie.
De santé plus fragile que ses sœurs, à la veille de ses vingt ans, la grande-duchesse Maria Mikhaïlovna de Russie montra les premiers signes de la maladie qui l'emportera. Personne de son entourage n'en décela le moindre signe. Accompagnée de ses deux filles Maria et Élisabeth, la grande-duchesse Elena Pavlovna se rendit dans les cours européennes afin de trouver de futurs époux pour ses deux filles. Après plusieurs séjours dans les capitales d'Europe, Elena Pavlovna et ses filles arrivèrent à Vienne.

## Décès et inhumation
La grande-duchesse Maria Mikhaïlovna de Russie décéda dans les bras de son père d'une phtisie galopante le 19 novembre 1846 à Vienne. Elle fut inhumée en la cathédrale Pierre-et-Paul de Saint-Pétersbourg, sa mère, écrasée par un immense chagrin ne put accompagner sa fille dans sa dernière demeure.
En mémoire de ses filles, la grande-duchesse Elisabeth Mikhaïlovna de Russie décédée en couches le 28 janvier 1845 à Wiesbaden et de la grande-duchesse Marie Mikhaïlovna de Russie, leur mère fit construire l'hôpital et l'orphelinat Elizaveta et Maria à Saint-Pétersbourg et à Pavlovsk.

## Sources
- (ru) Cet article est partiellement ou en totalité issu de l’article de Wikipédia en russe intitulé « Мария Михайловна » (voir la liste des auteurs).
- E. V. Ptchelov, Romanov : l'histoire de la dynastie, Olma-Press, 2004